# La Symphonie pastorale (roman)
Pour les articles homonymes, voir Symphonie pastorale.
La Symphonie pastorale est un roman court écrit par André Gide entre février et novembre 1918 puis publié en 1919, qui traite du conflit entre la morale religieuse et les sentiments.

## Résumé
Dans les années 1890, Gertrude, une jeune fille aveugle et orpheline de sa tante qui vient de mourir, est recueillie par un pasteur qui lui propose de vivre avec sa femme, Amélie, et ses cinq enfants dans une petite chaumière du Jura neuchâtelois en Suisse. Dans son journal, le pasteur raconte l’éducation protestante qu’il donne à Gertrude, dont il finit par tomber amoureux. Son fils Jacques tombe également amoureux de Gertrude. Lorsque le pasteur s’en rend compte, il lui ordonne de partir.
Une opération donne la vue à Gertrude et, voyant le père et le fils, elle tombe amoureuse de Jacques plutôt que du pasteur, même si, encore aveugle, elle avait davantage de sentiments amoureux pour ce dernier. Entre-temps, Jacques s'est converti au catholicisme, rejetant ainsi définitivement son père pasteur, et a pris l'habit de moine. Il renonce donc également à ses sentiments pour Gertrude. La vue permet à Gertrude d’observer tout ce que le pasteur lui avait caché, le mal et le péché, durant des années pour protéger le sentiment de bonheur qu’il avait tenté de susciter chez elle. Attristée par ses découvertes, et par le fait qu'elle prend une place importante dans la famille, après une tentative de suicide au cours de laquelle elle s’est presque noyée, Gertrude finit par mourir d'une pneumonie quelques semaines après l’opération qui lui a permis de voir.

## Commentaires
- L'idée du roman serait venue de la lecture de la nouvelle de Dickens, Le Grillon du foyer[3].
- Gide, dans ce roman, est influencé[4] par Hegel (La conscience malheureuse), Rousseau et Condillac (l'éducation).
- Les décisions et prises de position du pasteur sont conditionnées par son interprétation de la Bible et par l'enseignement qu'il en a reçu. Si sa morale protestante lui a jadis permis de goûter au bonheur, elle finit par le rendre malheureux en suscitant un immense sentiment de culpabilité à l'égard de ses sentiments envers Gertrude et de son fils Jacques.

## Autour de l'œuvre
- Le titre du roman vient de la symphonie éponyme de Ludwig van Beethoven. Au premier quart du livre, le pasteur emmène Gertrude écouter cette symphonie qui la transporte au point de lui demander si la campagne est réellement aussi belle que la « scène au bord du ruisseau ».

## Adaptations
(liste non exhaustive)
Au cinéma
- 1938 : La Symphonie pastorale (田園交響楽, Den'en kōkyōgaku?) film japonais réalisé par Satsuo Yamamoto, avec Setsuko Hara dans le rôle principal.
- 1946 : La Symphonie pastorale réalisé par Jean Delannoy, avec Michèle Morgan dans le rôle principal.
- 1955 : Sevdiğim Sendin (tr), film turc réalisé par Agah Hün (tr), avec Lale Oraloğlu (en) dans le rôle principal.
- 2013 : La Symphonie pastorale (瞳を とじて, Hitomi o tojite?) film japonais réalisé par Yōichirō Hayama (ja).

À la télévision
- 1957 : Sinfonia Pastoral, téléfilm brésilien réalisé par Flávio Rangel (pt) et diffusé le 29 avril 1957 sur le réseau Rede Tupi dans le cadre du programme Grande Teatro Tupi (pt), avec Carminha Brandão (pt) dans le rôle principal.
- 1958 : Symphonie pastorale, téléfilm australien diffusé le 12 mars 1958 sur le réseau ABC.
- 1964 : Sinfinía pastoral, téléfilm argentin réalisé par Martha Reguera (es) diffusé sur le chaîne Canal 9 dans le cadre du programme Ocho estrellas en busca de un amor, avec Alba Castellanos (es) dans le rôle principal.